# Calotes medogensis
Calotes medogensis es una especie de iguanios de la familia Agamidae.

## Distribución geográfica yhábitat
Es endémica de los montanos del sudeste del Tíbet. Su rango altitudinal oscila alrededor de 910 m s. n. m..